# 모치다 카오리
모치다 카오리(持田香織, 1978년 3월 24일 ~)는 일본의 가수이다. 1993년 흑 BUTA 올스타즈 2기 멤버로 데뷔하여 이후 1996년부터 현재까지 음악 그룹 Every Little Thing 멤버로 활동중이다.

## 솔로앨범
- Moka (2009-08-12)
- Niu (2010-08-25)